# Coppa del Mondo di sprint (biathlon)
La Coppa del Mondo di sprint è una delle Coppe di specialità che vengono assegnate nell'ambito della Coppa del Mondo di biathlon, a partire dalla stagione 1997, dall'International Biathlon Union.
La classifica viene stilata tenendo conto solo dei risultati delle gare di sprint disputate nel circuito; alla fine della stagione lo sciatore e la sciatrice con il punteggio complessivo più alto vincono la Coppa del Mondo di specialità. Il trofeo consegnato al vincitore è una sfera di cristallo, che rappresenta il mondo, su un piedistallo. Ha la stessa forma, ma con dimensioni più piccole, del trofeo spettante ai vincitori della Coppa del Mondo di biathlon.

## Formula della competizione
La gara sprint, che si svolge sulla distanza di 10 chilometri, è la terza specialità più antica del biathlon; questa distanza è percorsa su un tracciato da percorrere per tre volte. I biatleti sparano due volte a ogni poligono, prima sdraiati, poi in piedi, per un totale di dieci bersagli. Per ogni errore al tiro il biatleta dovrà completare un giro di penalità della distanza di 150 metri. La partenza dei concorrenti è di norma a intervalli di 30 secondi.

## Albo d'oro
| Stagione | Uomini                 | Uomini      | Donne                      | Donne       |
| Stagione | Vincitore              | Nazionalità | Vincitrice                 | Nazionalità |
| -------- | ---------------------- | ----------- | -------------------------- | ----------- |
| 1997     | Ole Einar Bjørndalen   | Norvegia    | Uschi Disl                 | Germania    |
| 1998     | Ole Einar Bjørndalen   | Norvegia    | Magdalena Forsberg         | Svezia      |
| 1999     | Sven Fischer           | Germania    | Magdalena Forsberg         | Svezia      |
| 2000     | Ole Einar Bjørndalen   | Norvegia    | Magdalena Forsberg         | Svezia      |
| 2001     | Ole Einar Bjørndalen   | Norvegia    | Magdalena Forsberg         | Svezia      |
| 2002     | Sven Fischer           | Germania    | Magdalena Forsberg         | Svezia      |
| 2003     | Ole Einar Bjørndalen   | Norvegia    | Sylvie Becaert             | Francia     |
| 2004     | Raphaël Poirée         | Francia     | Liv Grete Poirée           | Norvegia    |
| 2005     | Ole Einar Bjørndalen   | Norvegia    | Kati Wilhelm               | Germania    |
| 2006     | Tomasz Sikora          | Polonia     | Kati Wilhelm               | Germania    |
| 2007     | Michael Greis          | Germania    | Anna Carin Olofsson        | Svezia      |
| 2008     | Ole Einar Bjørndalen   | Norvegia    | Magdalena Neuner           | Germania    |
| 2009     | Ole Einar Bjørndalen   | Norvegia    | Helena Ekholm              | Svezia      |
| 2010     | Emil Hegle Svendsen    | Norvegia    | Simone Hauswald            | Germania    |
| 2011     | Tarjei Bø              | Norvegia    | Magdalena Neuner           | Germania    |
| 2012     | Martin Fourcade        | Francia     | Magdalena Neuner           | Germania    |
| 2013     | Martin Fourcade        | Francia     | Tora Berger                | Norvegia    |
| 2014     | Martin Fourcade        | Francia     | Kaisa Mäkäräinen           | Finlandia   |
| 2015     | Martin Fourcade        | Francia     | Dar″ja Domračava           | Bielorussia |
| 2016     | Martin Fourcade        | Francia     | Gabriela Soukalová         | Rep. Ceca   |
| 2017     | Martin Fourcade        | Francia     | Gabriela Soukalová         | Rep. Ceca   |
| 2018     | Martin Fourcade        | Francia     | Anastasija Kuz'mina        | Slovacchia  |
| 2019     | Johannes Thingnes Bø   | Norvegia    | Anastasija Kuz'mina        | Slovacchia  |
| 2020     | Martin Fourcade        | Francia     | Denise Herrmann            | Germania    |
| 2021     | Johannes Thingnes Bø   | Norvegia    | Tiril Eckhoff              | Norvegia    |
| 2022     | Quentin Fillon Maillet | Francia     | Marte Olsbu Røiseland      | Norvegia    |
| 2023     | Johannes Thingnes Bø   | Norvegia    | Denise Herrmann            | Germania    |
| 2024     | Tarjei Bø              | Norvegia    | Ingrid Landmark Tandrevold | Norvegia    |
| 2025     | Johannes Thingnes Bø   | Norvegia    | Franziska Preuß            | Germania    |

### Sciatori più vittoriosi
| Coppe | Vincitore            | Nazione  |
| ----- | -------------------- | -------- |
| 8     | Ole Einar Bjørndalen | Norvegia |
| 8     | Martin Fourcade      | Francia  |
| 4     | Johannes Thingnes Bø | Norvegia |
| 2     | Sven Fischer         | Germania |
| 2     | Tarjei Bø            | Norvegia |

### Sciatrici più vittoriose
| Coppe | Vincitrice          | Nazione    |
| ----- | ------------------- | ---------- |
| 5     | Magdalena Forsberg  | Svezia     |
| 3     | Magdalena Neuner    | Germania   |
| 2     | Anastasija Kuz'mina | Slovacchia |
| 2     | Gabriela Soukalová  | Rep. Ceca  |
| 2     | Kati Wilhelm        | Germania   |
| 2     | Denise Herrmann     | Germania   |